# Jean Delacour
Pour les articles homonymes, voir Delacour.
 (juillet 2024).
Jean Delacour est un  ornithologue franco-américain, né le 26 septembre 1890 à Paris 1er et mort le 5 novembre 1985 à Los Angeles.

## Biographie
Il passe sa jeunesse à Villers-Bretonneux (Somme) dans la propriété de ses parents. Il y développe un grand amour pour les plantes et les animaux. Son père lui construit de grandes volières où Jean élève, dès son plus jeune âge, de nombreuses espèces (1 300, dit-on).
À cette époque, il ne cherche pas à collectionner des peaux, comme le font de nombreux ornithologues de son époque, ou à réaliser des observations sur le terrain. Sa passion est l'élevage des animaux, pratique très répandue comme en témoigne l'audience de la Société d'acclimatation.
Il obtient un titre de docteur en biologie, à l'Université Lille 1 quand éclate la Première Guerre mondiale. Son frère meurt lors d'un bombardement et ses ménageries sont totalement détruites.
Il s'installe alors au château de Clères en Normandie où il aménage un parc zoologique en 1920. Ce dernier devient rapidement le premier parc privé et abrite 3 000 individus représentant 500 espèces différentes. Jean Delacour possède souvent plusieurs couples des plus rares espèces. Pour trouver les spécimens, il réalise de nombreux voyages. De 1922 jusqu'à la guerre, il fera ainsi une expédition par an. Il explore particulièrement l'Indochine mais également Madagascar, aux côtés notamment de Richard Archbold et Austin Loomer Rand. Les collections qu'il constitue sont immenses : 30 000 oiseaux et 8 000 mammifères répartis à Paris, Londres et New York. Il fait paraître en 1931 Les Oiseaux de l'Indochine française qui va devenir un ouvrage de référence durant de nombreuses années.
Insatisfait des revues ornithologiques de son époque, il fonde en 1920 la revue L'Oiseau qu'il dirige jusqu'à la Seconde Guerre mondiale. Le 19 décembre 1913, Jean Delacour est élu secrétaire de la Ligue pour la protection des oiseaux (LPO). Vice-président en janvier 1921, il accède à la présidence le 20 avril 1921, il est encore en place en 1968, pendant qu'il est aux États-Unis et laisse Antoine Reille seul à assumer l’administration générale de la LPO.
Le 30 novembre 1934, il devient membre titulaire à l'Académie de Rouen,.
Mais le château de Clères brûle complètement le 15 février 1939 pour des raisons inconnues. Peu de temps après, la guerre est déclarée. Il se rend alors à New York en décembre 1940 et est embauché au zoo du Bronx de la ville. Ses fonctions lui laissent assez de temps pour qu'il puisse travailler à l'American Museum of Natural History de New York. Il réalise alors des monographies taxinomiques où il révise certains taxons comme les Pycnonotidae, les Estrildidae, les Nectariniidae et les Anatidae. Pour ces derniers, qu'il connaît déjà bien à travers son expérience d'éleveur, il reconsidère l'ensemble de leur classification dans une monographie qui paraît en 1945. Il obtient la nationalité américaine en 1946.
En collaboration avec Ernst Mayr (1904-2005), il fait paraître Birds of the Philippines en 1945 puis, seul, Birds of Malaysia en 1947.
En 1952, il obtient la direction du Muséum d'histoire, de science et d'art du comté de Los Angeles. Démarre alors une nouvelle vie. Il encourage particulièrement l'élevage des oiseaux et l'horticulture dans le sud de la Californie. Parallèlement à ses activités, il continue ses recherches scientifiques et publie : The Pheasants of the World (1951), Wild Pigeons and Doves (1959), The Waterfowl of the World (en quatre volumes, 1951-1964) et, avec Dean Amadon (1912-2003) et Curassows and Related Birds (1973).
Il prend sa retraite en 1960 et entreprend alors de restaurer le parc de Clères. En 1966, il fait paraître son autobiographie, intitulée : The Living Air. La même année, il offre au Muséum national d'histoire naturelle de Paris, son domaine. Celui-ci est dirigé, conjointement avec lui, par Pierre Ciarpaglini (1933-). En 1978, Delacour lègue définitivement le domaine et se retire.
En 1969, Jean Delacour est le premier Président de l'« Association Nationale des Parcs et Jardins Zoologiques privés » (ANPJZ).
À la suite de sa démission survenue en 1976, Jean Delacour est nommé président d'honneur de la LPO.
Toute sa vie, il milite pour la conservation de l'environnement. Il est l'un des créateurs de l'International Council for Bird Preservation (ICBP). Delacour reçoit conjointement avec Ernst Mayr la médaille Elliott Coues en 1977 décernée par l'American Ornithologists' Union. Il décède d'une crise cardiaque en 1985.
En 2014, le Parc zoologique de Clères présente une exposition, Journal d'un explorateur, sur les expéditions de Jean Delacour en Indochine et à Madagascar de 1923 à 1939.

## Travaux
Nouvelles espèces et sous-espèces décrites
- 1921 : Liothrix d'Astley Liothrix lutea astleyi, sous-espèce du Léiothrix jaune ;
- 1924 : Faisan impérial Lophura imperialis (Delacour & Jabouille) ;
- 1927 : Garrulax pectoralis robini, sous-espèce du Garrulaxe à plastron ;
- 1927 : Torquéole de David Arborophila davidi ;
- 1932 : Grèbe roussâtre ou Grèbe de Delacour Tachybaptus rufolavatus ;
- 1937 : Pape de Manille ou Diamant de Luçon Erythrura viridifacies (Hachisuka & Delacour) ;
- 1951 : Branta hutchinsii taverneri, sous-espèce de la Bernache de Hutchins.

## Distinctions
- Chevalier de la Légion d'honneur (1932)[5].

## Publications

### Ouvrages
- Discours de réception de M. Jean Delacour : 30 novembre 1934  (Académie des sciences, belles-lettres et arts de Rouen), Rouen, impr. Albert Lainé, 1935, 20 p., in-8o (OCLC 459126231, BNF 32006971, SUDOC 066288991, présentation en ligne).
- Jean Delacour et Pierre Ciarpaglini, association mondiale du faisan (nl) (ill. John Cyril Harrison), Tous les faisans du monde (encyclopédie), Bordeaux, Éditions de l’Orée, 1983, 479 p., 29 cm (OCLC 494526485, BNF 34729972, SUDOC 123539986, présentation en ligne).

## Hommage
- À Clères (Seine-Maritime), le « collège Jean Delacour » est nommé en sa mémoire[6].